# Alice Mabota
Maria Alice Mabota , (8 tháng 4 năm 1949 – 12 tháng 10 năm 2023), là một nhà hoạt động nhân quyền người Mozambique và Chủ tịch của Liên đoàn Nhân quyền của nước này.
Bà qua đời tại một bệnh viện ở Nam Phi vào ngày 12 tháng 10 năm 2023, hưởng thọ 74 tuổi.

## Sự nghiệp

### Thời Thiếu niên
Maria Alice Mabota sinh năm 1949 trong hoàn cảnh đặc biệt Missão José, nay là Bệnh viện Geral Jose Macamo. Thông thường, các gia đình có tình trạng trên được gọi là "bản địa" - như gia đình của Mabota, đã không đăng ký con ngay khi sinh. Vì lý do này, tuổi của cô được ước tính so với sinh lý học của những đứa trẻ bình thường khác.
Mabota có những khoảng thời gian ngắn sống cùng cha mình ở Machava 15. Trường tiểu học đầu tiên mà Mabota theo học là Trạm truyền giáo Missão de São Roque ở Matutuíne, cách thủ đô khoảng 100 km. Tuy nhiên, như thường lệ đối với người Mozambique có tình trạng "bản địa", họ chỉ có thể hoàn thành trường tiểu học ở đó. Đôi khi, cô cũng sống với người chú của mình ở gần thủ đô, ở CHRbe. Mabota cũng được rửa tội vào năm 1966.

### Giáo dục nâng cao
Vào khoảng năm 1967 - 1968, mẹ của Mabota đến từ Nam Phi, nơi bà từng làm việc cho Mặt trận Giải phóng FRELIMO của Mozambican. Mẹ của Mabota luôn mong muốn rằng con gái bà sẽ tiếp tục theo đuổi con đường học vấn. Sau đó, cô đến trường cấp hai vào buổi tối và làm việc vào ban ngày như một người dọn dẹp ở nhiều cơ sở khác nhau ở đây để có tiền cho việc học.
Năm 1973, cô bắt đầu làm việc tại Học viện Investutoção Agronómica của Cơ quan Nông nghiệp Thuộc địa (sau này đổi tên thành Bộ Nông nghiệp), nhưng đã rời bỏ công việc này vào năm 1980 do những khác biệt về quan điểm cá nhân. Cô đã từ chối lời mời làm việc của dịch vụ bí mật Mozambique Serviços de Informação e Segurança do Estado (SISE).
Cô học xong lớp 7 tại Trường trung học Francisco Manyanga, lớp 9 tại Trường trung học Josina Machel ở trung tâm Maputo. Kết quả là, cô đã được tiếp cận với một nền giáo dục đại học, nhưng không thể tự mình học ngành y - vì cô không muốn nhìn thấy bất kỳ xác chết nào, theo tuyên bố của chính mình - cũng không phải quan hệ quốc tế, - vì cô không thể nói tiếng Anh hoặc tiếng Pháp. Sau đó, cô đã học các bài học tiếng Bồ Đào Nha tại trường trung học Francisco Manyanga, khi David Simango là người đứng đầu trường. Sau đó, cô làm việc tại Patrocínio e Assistência Jurídica (IPAJ) và tại cơ quan hành chính nhà nước Ad Adração do Parque Imobiliário do Estado (APIE).

### Thành lập Liên đoàn Nhân quyền
Một thay đổi lớn trong cuộc đời của Mabota là vào năm 1993 khi cô tham dự Hội nghị Nhân quyền ở Vienna, nơi cô ở lại đó 45 ngày. Điều này thúc đẩy cô thực hiện các cam kết cho quyền con người ở Mozambique. Trở lại Vienna năm 1995, cùng với các nhà hoạt động và trí thức Mozambique khác, cô thành lập Liga dos Direitos Humanos de Moçambique, tên gọi tiếng Anh là "Human Rights League", dựa trên mô hình Guinea-Bissau.

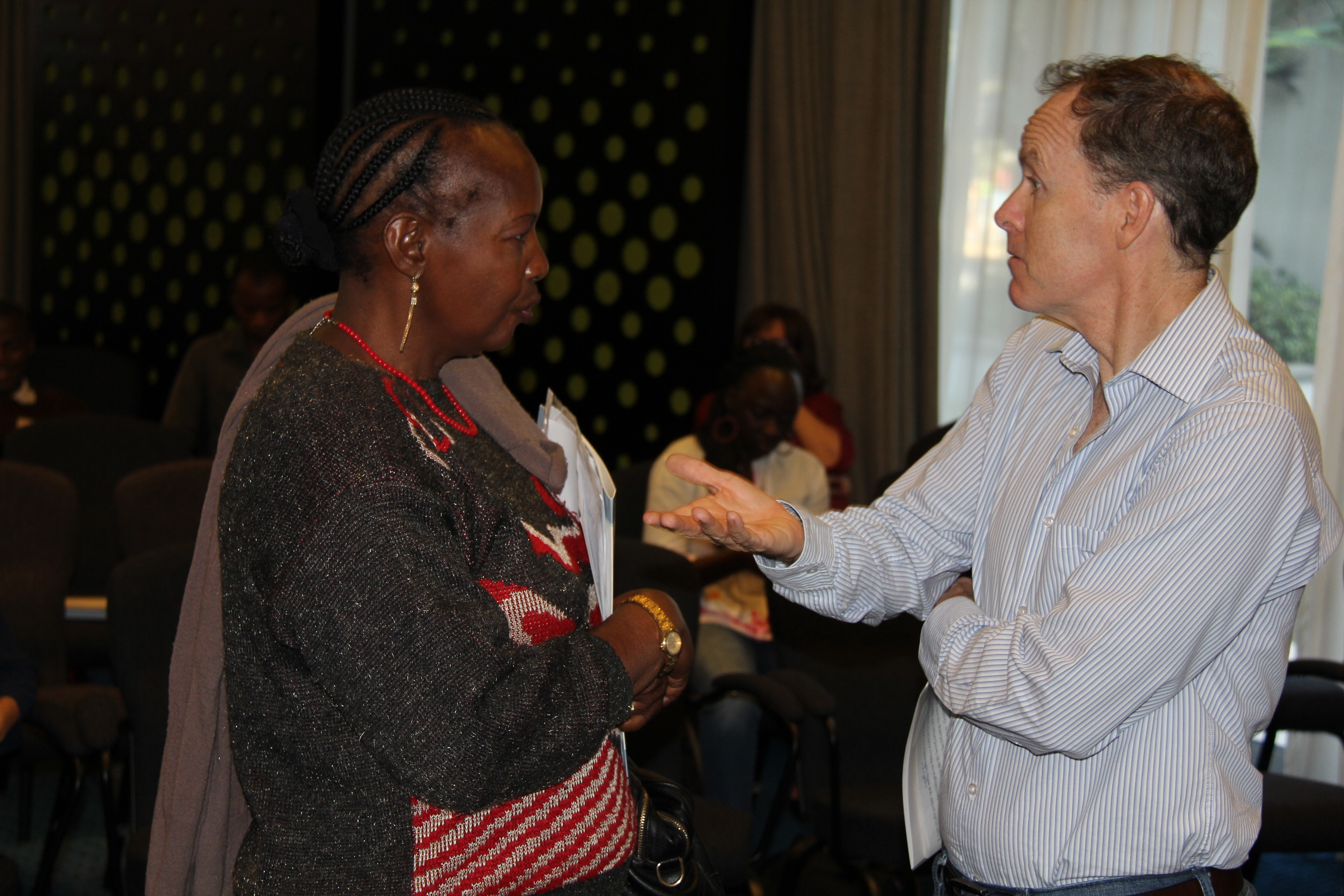
Alice Mabota nói chuyện với Douglas Griffiths, đại sứ Hoa Kỳ tại Mozambique từ năm 2012 đến 2016.

Kể từ đó, Alice Mabota đã chủ trì Liên đoàn Nhân quyền và tự khẳng định mình là một trong những tiếng nói phổ biến nhất của xã hội dân sự Mozambique. Đặc biệt vào những năm 2010, cô chỉ trích sự phân cực ngày càng tăng của chính trị Mozambique giữa FRELIMO và RENAMO. Liên đoàn Nhân quyền, cùng với các tổ chức khác của xã hội dân sự Mozambique, đã tổ chức một số cuộc tuần hành phản đối vì hòa bình, bình đẳng và chống tham nhũng ở thủ đô Mozambica. Trong quá trình này, cô đã nhận được rất nhiều lời đe dọa liên quan đến tính mạng và cả những lời lăng mạ công khai, được cho là do phe FRELIMO cực đoan. Cảnh sát hình sự Mozambique cũng thẩm vấn cô, và cô bị buộc tội phỉ báng tổng thống.
Năm 2010, Mabota đã nhận được Giải thưởng Phụ nữ Can đảm Quốc tế do chính phủ Hoa Kỳ tài trợ.
Năm 2014, Mabota tạm thời cân nhắc ra tranh cử Tổng thống, nhưng cuối cùng đã rút lui.